# Kat in de stad
Kat in de stad is een boekje uit 2008, geschreven door Carin en Alexander van Eenennaam, beiden Nederlands journalist van het ANP.
De subtitel is Utrechtse kroegtijgers en winkelpoezen. Het boek bevat fotografische en geschreven portretten van 21 katten en één hond die wonen en "werken" in Utrechtse cafés en winkels, waaronder  de Edah, Springhaver, Oudaen en een gemummificeerde kat in de kunstzaal van Dirkje Kuik. De foto's zijn gemaakt door Robert van Willigenburg. Het boek bevat een plattegrond waarmee de lezer een bezoek kan brengen aan één of meer van de beschreven katten.
Later verscheen een uitgave over Amsterdamse katten in een Nederlandstalige en Engelstalige editie en een Haagse.